# Aarab Sebbah Gheris
Aarab Sebbah Gheris  (in arabo عرب صباح اغريس‎?) è un centro abitato e comune rurale del Marocco situato nella provincia di Errachidia, regione di Drâa-Tafilalet. Conta una popolazione di 4 397 abitanti (censimento 2014).